# Prairiehoen
Het prairiehoen (Tympanuchus cupido) is een vogel uit de familie fazantachtigen (Phasianidae). De wetenschappelijke naam van de soort is gepubliceerd in 1758 door Linnaeus in Systema naturae. 

## Kenmerken
Deze vogel is lichtbruin bevederd. De schouders bevatten zwart en bruin gekleurde apart uitstekende veertjes. 

## Voortplanting
Het legsel bestaat uit twaalf eieren, die in drie weken worden uitgebroed.

## Voorkomen
De soort komt voor van het midden-zuiden van Canada tot Texas en telt drie ondersoorten:
- T. c. cupido: uitgestorven, kwam voor in de oostelijke Verenigde Staten van Maine tot Virginia.
- T. c. pinnatus: van het zuidelijke deel van Centraal-Canada tot noordoostelijk Texas.
- T. c. attwateri: zuidoostelijk Texas.

## Beschermingsstatus
Op de Rode Lijst van de IUCN heeft de soort de status gevoelig.